# Комунистическо движение на Турция
Комунистическото движение на Турция (на турски: Türkiye Komünist Hareketi, TKH) е комунистическа политическа партия в Турция, основана през 2015 г. Неин председател е Айсел Текерек.